# El Carmen megye
El Carmen egy megye Argentínában, Jujuy tartományban. A megye székhelye El Carmen.

## Települések
Önkormányzatok és települések
| - El Carmen (Municipio) - Monterrico (Municipio) - Ciudad Perico (Municipio) | - Aguas Calientes (Comisión Municipal) - Pampa Blanca (Comisión Municipal) - Puesto Viejo (Comisión Municipal) |